# F2A (航空機)
ブルースター F2A
ジョセフ・C・クリフトン少佐の搭乗するF2A-3
(1942年8月2日撮影)
- 用途：戦闘機
- 分類：艦上戦闘機
- 設計者：デイトン・T・ブラウン
- 製造者：ブルースター・エアロノーティカル社
- 運用者

  -  アメリカ合衆国（海軍、海兵隊）
  -  フィンランド（空軍）
  -  イギリス（空軍）
  -  オーストラリア（空軍）
  -  オランダ領東インド（陸軍航空隊）
- 初飛行：1937年12月2日
- 生産数：517機[注釈 1]
  - 1+170機（アメリカ軍）
  - 346機 （海外）
- 生産開始：1938年
- 運用開始：1939年4月
- 退役：1948年（フィンランド空軍）
- 運用状況：退役

ブルースター F2A（Brewster F2A）は、ブルースター社が開発し、アメリカ海軍などで運用された艦上戦闘機。
供与先のイギリス空軍では「バッファロー（Buffalo）」の名で呼ばれた。アメリカ軍ではあまり目立った戦闘はしていないが、輸出先のフィンランド空軍でソ連との戦闘において活躍した。

## 概要
1935年、米海軍は艦上戦闘機の近代化を計画し、現用の複葉戦闘機であるグラマン社製のF3Fの後継となる新型艦上戦闘機を計画した。翌1936年に発表された要求仕様は「単葉機であること」「折り畳み翼、引き込み脚、密閉式コックピットをもつこと」であった。この要求に対し新興メーカーであるブルースター社もグラマン社、セバスキー社とともに競争試作に参加し、同社の提出したB-139（ブルースター・モデル139）は3社の中で最も高い性能を示して採用された。
アメリカ海軍の最初の単葉戦闘機である。しかし、ブルースター社の生産能力の問題から生産が遅延し、発注された数を期日までに納入することができず、1941年12月の太平洋戦争開戦時には、グラマン社が前述の計画に提出した案を発展させて開発したF4F ワイルドキャットが数量的な主力艦上戦闘機となっていた。
生産や配備数以外にもF2Aは1941年の時点では既にF4Fのみならず枢軸国の戦闘機に対しても性能が劣ることは明白となっていた。そのため第2次世界大戦の緒戦において枢軸軍相手に大きな被害を出し、性能不足として1942年以降は前線から引き揚げられた。1942年3月までには、大部分のバッファローは、新型の、更に良い航空機の到着を待つ部隊の手で破壊されたり放棄されたりした。
F2Aは開発発注元であったアメリカ海軍・海兵隊向けよりも海外向けの生産数のほうが多かった。イギリスでは「バッファロー（Buffalo）」と命名されて制式化され、この名称はアメリカへ逆輸入された。ベルギー、オランダではF2Aの陸上型を多数導入している。
この他、44機がB-239としてフィンランドに提供され、大いに活躍した。（後述「#フィンランドでの運用」参照）

## 開発・生産
試作機であるB-139は1936年6月21日に発注され、1937年12月に初飛行した。1938年1月、“XF2A-1”として海軍に納入されて評価が始まり、当初は設計通りの最高速度が発揮されないという問題があったものの、ヴァージニア州ハンプトンのNACA（国立航空諮問委員会）ラングレー研究所に建設された大型風洞実験施設で実機を用いた風洞実験を行い、この分析結果を基にエンジンカウリングとキャブレター／オイルクーラーの空気取り入れ口を改良、最高速度は447 km/hから489 km/hと、10 %向上している。
XF2A-1に対し、競合機であったグラマンのXF4F-2はトラブルを多発させて試験飛行中に損傷、「改修点が多すぎて実用の粋に達していない」とされ、セバスキーのXFN-1（同社のP-35の艦上機型）も「艦上機としては空母での運用に不向きである」として共に却下されたことから、XF2A-1は機銃を主翼内にも搭載する等の修正を加えて最終的に採用され、1938年6月11日に海軍はF2A-1の制式名称で66機の発注を行った。
しかし、ブルースター社では生産ラインの構築と工員の養成に予想外の期間を要したために生産が遅滞、納入が大幅に遅れ、引渡しは1939年6月に始まったものの、同年11月までの半年間に5機しか納入されなかった。ブルースターにとってF2Aは初めての自社生産機、しかも当時まだ珍しい全金属製機であり、同社はそのような機体を多数生産する経験に乏しく、更に、生産が行われたニューヨーク州クイーンズとニュージャージー州ニューアークの工場はどちらも規模が小さいために、一度に生産できる機体の数に限りがあり、更にクイーンズ工場は本来は自動車の組み立て工場であったため、工場内で組み上げた機体を輸送するために外へ出す際に一旦分解する必要があり、さらに完成した機体は東に25キロほど離れたミネオラにあるルーズベルト飛行場まで陸送した後に飛行させねばならないなど、航空機の製造には構造的に不向きだった。F2Aの生産／納入遅延のため、アメリカ海軍は前任であったはずのグラマンF3Fの改良型を急遽発注することでしのいでいる。以後もブルースター社の生産能力の低さは、F2Aの、そしてブルースター製航空機の問題として1946年に同社が倒産するまでついて回ることになった。
1939年3月22日、海軍当局はブルースターに対し、F2A-1に爆装能力を追加して汎用性を高め、エンジンの出力向上などの改良を加えた性能向上型を開発することを指令、同年7月より試作機XF2A-2の試験が始まった。同年同月にはF2A-2として43機が発注され、1940年9月から引渡された。F2A-2はエンジン出力の増加により最高速度が向上したものの、総重量の増加によって上昇力と運動性が低下したが、現場でのパイロットの評価を含め、さほど問題とはされていない。
次に、操縦席の防弾板と自動防漏燃料タンク（セルフシーリングタンク）を装備し耐弾性能を強化し、燃料タンクの容量を拡大して燃料搭載量を増加させたF2A-3が1941年1月21日付で108機発注され、同年7月から引渡された。しかし、F2A-3は各種追加装備の結果重量が増加して運動性（格闘戦性能）がF2A-2から更に低下してしまい、重量増による主脚負荷の増加から、離着陸時の事故が多発した。
この時には前述のグラマンXF4F-2の改良型であり、本機の製造遅延に対する対処の一環として開発の続行が命じられていたXF4F-3がF4Fとして採用されており、部隊配備も1940年12月より開始されていた。ブルースター社とグラマン社の生産能力の差から、F2AよりもF4Fの方が納入／配備が進んでおり、数の上でも後発のF4Fの方が主力となりつつあった。また、戦間期の航空機の急速な進歩は、採用時には最新の性能であったF2Aを僅かな期間で急速に陳腐化させてしまい、「新世代の全金属製艦上戦闘機」としてのF2Aの優位性は大幅に減じられていた。これに対処すべく、2段過給器を備えコックピットに与圧装備を施した高高度戦闘型も開発が準備されたが、海軍当局は「既に必要性はない」として興味を示さなかった。
F2AはNACAにおいて1941年から新型フラップとエルロン、尾翼を装備した縮小模型を用いて風洞実験が行われており、ブルースターではこれらと前述の高高度戦闘型の開発計画を踏まえ、1941年1月25日にはF2A-3の更なる改良型であるXF2A-4を海軍に提示している。これは
- 新型フラップとエルロンを備え、運動性の向上した主翼への変更
- エンジンをライト R-2600-12“ツイン・サイクロン”（1,700馬力）に変更し、胴体を18インチ延伸する
- 翼内機銃を片側3丁に増加させ、機首機銃を廃止する
- 最高速度は403 mph（648.57 km/h）、予想総重量は8,185ポンド（約3,712 kg）

といったもので、F2A-1からF2A-2の開発に用いられた機体 (Bu.No.1388) を改造して試作機の製作が進められたが、この時点で既に海軍がF2A/F4Fの次世代の主力艦上戦闘機として期待していたF4Uの開発が始められており、試作機も初飛行に成功していたため、海軍は興味を示さず、提案から一ヶ月後の1941年2月17日には「魅力的ではない」として却下され、ブルースターにはF4Uの生産分担が求められることになった。しかし、これも生産遅延と品質不良が多発して問題となる。
前述の模型を用いた風洞実験は1943年まで行われており、更にF2A-3が1942年5月より翼のねじれを測定するテストに用いられている。

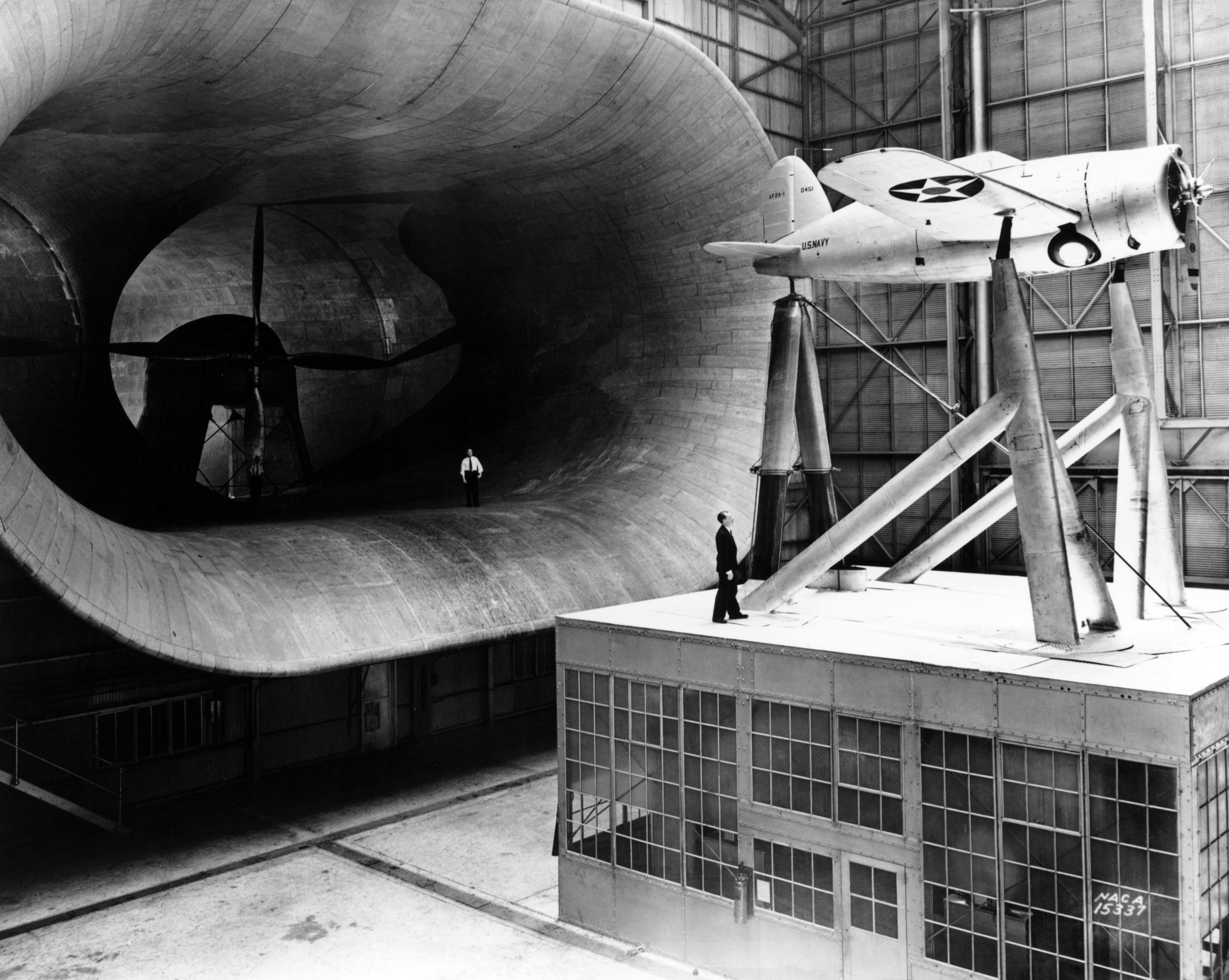
NACAラングレー研究所で風洞実験中のXF2A-1(Bu No.0451号機) （1938年5月2日の撮影）
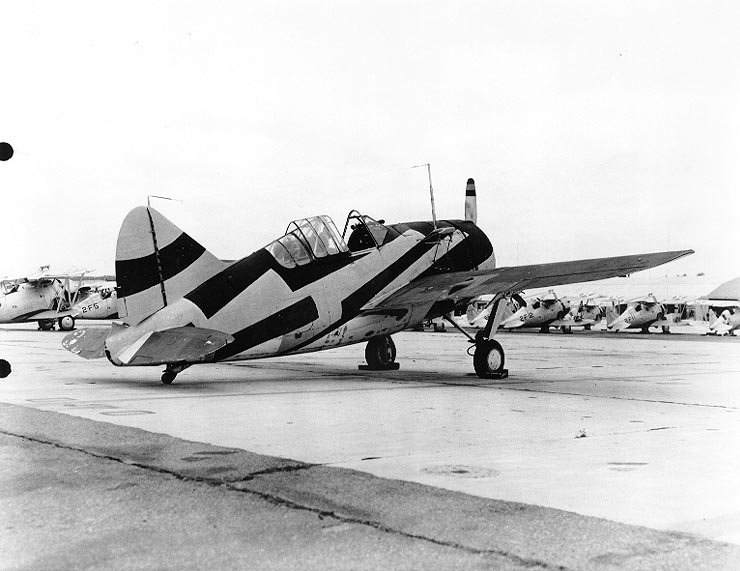
イラストレーターであり海軍予備役軍人でもあったマクレランド・バークレイ（英語版）による迷彩塗装のテストに用いられたF2A-1 （1940年11月の撮影）
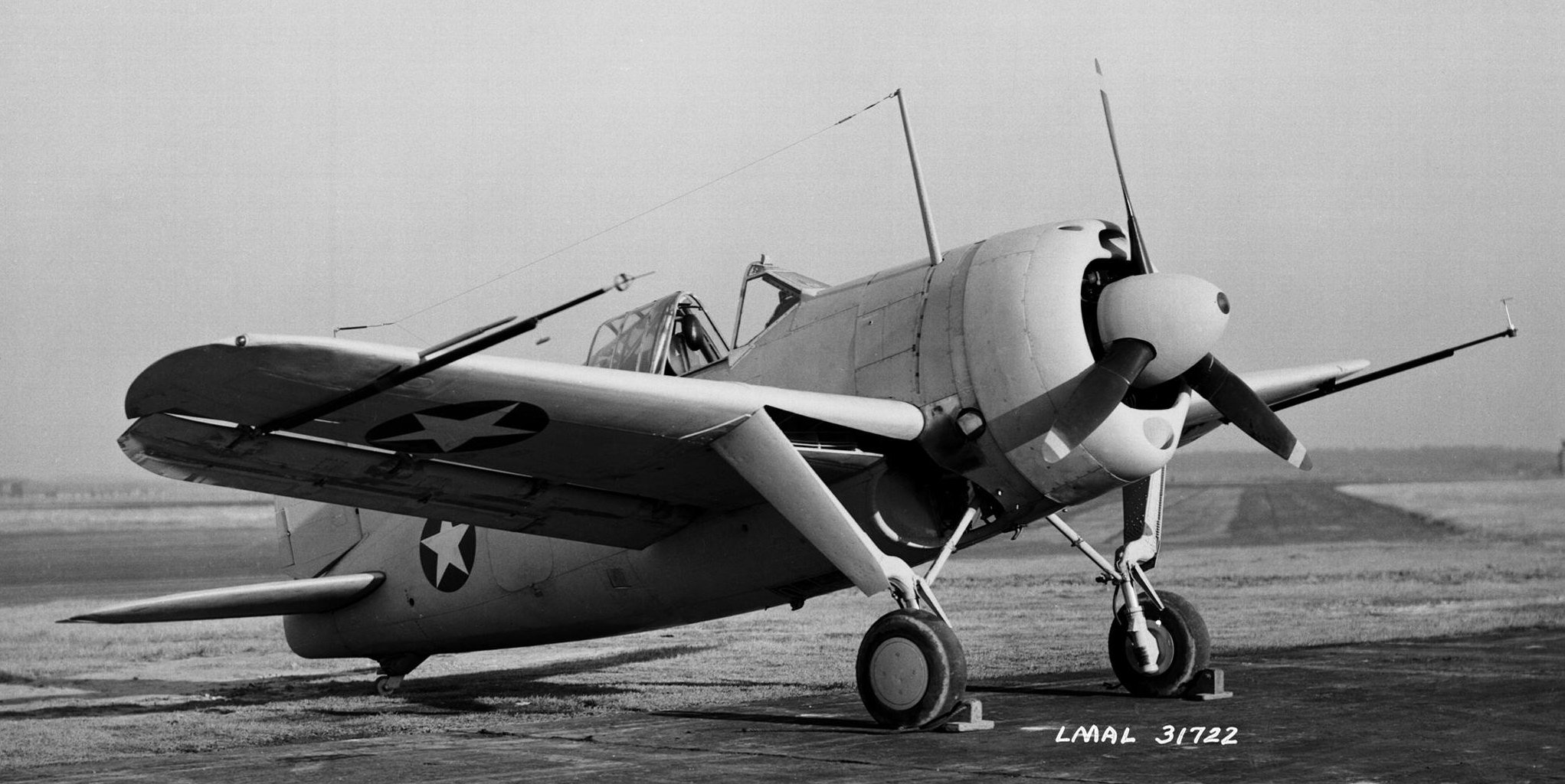
NACAでテストに用いられたF2A-3 Bu.No.01516号機 （1943年2月9日の撮影）

## 運用

### アメリカにおける運用
F2Aはアメリカ海軍においてまず10機のF2A-1が1939年12月8日に空母サラトガに配属された海軍第3戦闘航空隊(VF-3)に配備されている。しかし、前述のように第1次発注分66機のうち最初の5機を納入するのに半年を要するという状況で、アメリカ海軍の発注したF2A-1のうち、実際に納入されて配備されたのはこの際に引き渡された11機（予備機1機）のみであり、その後の生産機は一部が生産ライン上で改良型のF2A-2に改修された他はフィンランド向けの援助品に廻され、アメリカ海軍向けのF2A-1としては納入されなかった。
太平洋方面においては、1941年12月の開戦時、第221海兵隊航空団(VMF-221)所属のF2A-3、20機がウェーク島防衛強化のためサラトガに搭載されて輸送中で、日本軍のウェーク島攻撃によりサラトガとこれに搭載された航空部隊の任務はウェーク島救援に変更されたが、12月23日には守備隊が降伏したため、ミッドウェー島に行先が変更され、VMF-221は守備航空隊に加えられた。翌1942年3月10日には偵察のためミッドウェー島に飛来した日本軍の飛行艇をF4Fと共に迎撃している。
VMF-221所属のF2A-3は1942年5-6月に行われたミッドウェー海戦にも引き続き守備航空隊として参加し、6月5日早朝、日本海軍機動部隊から発艦した第1次攻撃隊をF4Fと共に攻撃した。奇襲攻撃には成功し、艦爆隊（九九式艦爆隊）に損害を与えたものの、護衛の艦戦隊（零戦隊）との空戦では運動性に劣ることと、機銃が故障する機が相次いだことなどから、大きな損害を出した。約15分の空戦の結果、VMF-221所属のF2Aは13機を喪失、帰還した機体も5機が損傷により飛行不能となり、同隊はF4Fも6機のうち4機（被撃墜2機、帰還後損傷喪失2機）を失ったため、部隊戦闘能力を喪失した。
この日、1942年6月5日早朝の戦闘において、F2Aはウィリアム・ハンバート(William Humberd)大尉機が零戦1機を撃墜し、チャールズ・M・クンツ(Charles M. Kunz)中尉機が2機の九九式艦爆を撃墜した、とされているが（日本側の記録では、艦攻5機、艦爆1機、零戦2機を失い、艦攻16、艦爆4、戦闘機12(修理不能2)が損傷した、となっている。ただしこれには空襲時の対空砲火による損害も含む）、アメリカ側はVMF-221飛行隊長フロイド・パークス(Floyd B Parks)少佐を始め多数のパイロットを失い、日本軍戦闘機により大損害を被ったF2Aには、パイロット達により"flying coffin"（空飛ぶ棺桶）という蔑称を与えられることになった。
開戦前のF2Aはパイロット達には「機銃射撃時の安定性に難があるが、操縦応答性がよく、F4Fよりも優れる」という評価であったが
この戦いにおいて、F2Aは日本軍の戦闘機、零戦に対し、旋回性能など空中戦に必要とされる能力全てで劣っている、というのが生還したパイロットの評価で、前述のクンツ中尉は戦闘報告書において「F2Aは前線戦闘機ではなく練習機としてマイアミ(※注：海軍訓練飛行隊の所在地)で用いられるべきである」と報告している。一方、格闘空戦では全く及ばないながら、急降下や高速スプリットターンによって零戦を振り切った事例が多く、これは後に日本軍機、特に零戦に対する対処法を生み出すための貴重なデータとなった。
アメリカ海軍／海兵隊航空隊に配備された機体はこの戦闘で実戦配備機の大半が失われたこともあり、F2Aはアメリカ軍からは第一線を退くことになり、以後はフロリダ州のペンサコーラおよびマイアミの海軍基地に駐留する海軍訓練飛行隊で練習機として用いられた。
アメリカが初の護衛空母であるロング・アイランドを完成させると、F2Aはその搭載機として候補に挙げられ、実際に搭載してのテストが行われたが、最終的には護衛空母への搭載機としてはF4Fとその社外生産機（ゼネラルモーターズ FM）が選定され、こうした2線機としてもF4Fに取って代わられることになった。
なお、元々オランダが購入して東インド部隊に配備し、オランダの降伏後にはマラヤ方面から米軍基地に避退した機体（B-339）があり、これらは短期間アメリカ陸軍航空隊(USAAF)に配備された後、オーストラリア／ニュージランド空軍に供与されて1943年11月まで用いられ、両軍の機種改変後の1944年にアメリカ陸軍航空隊に移管する形で返却された（後述「#イギリス及び英連邦諸国における運用」および「#オランダによる運用」参照）。

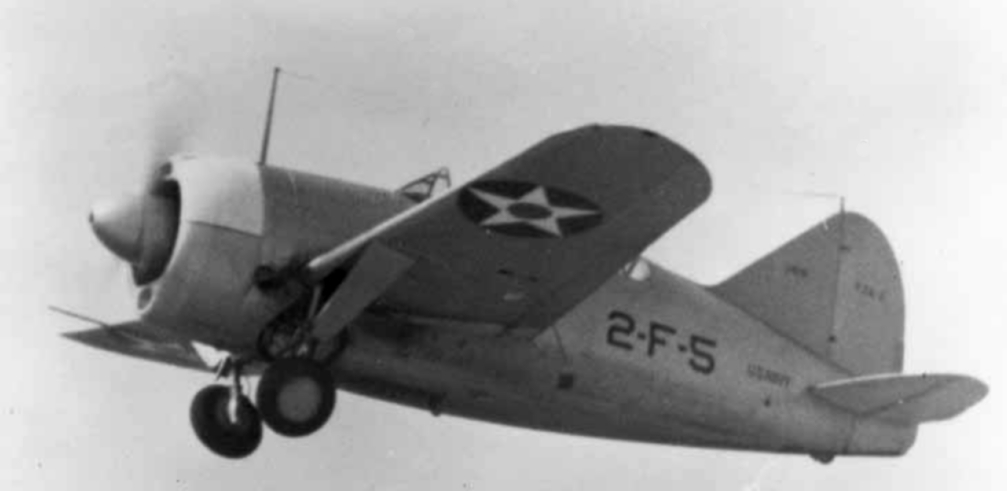
離陸直後に車輪を格納するF2A-2 アメリカ海軍第2戦闘航空隊(VF-2)所属の機体（Bu.No.1410号機） （1940年の撮影）
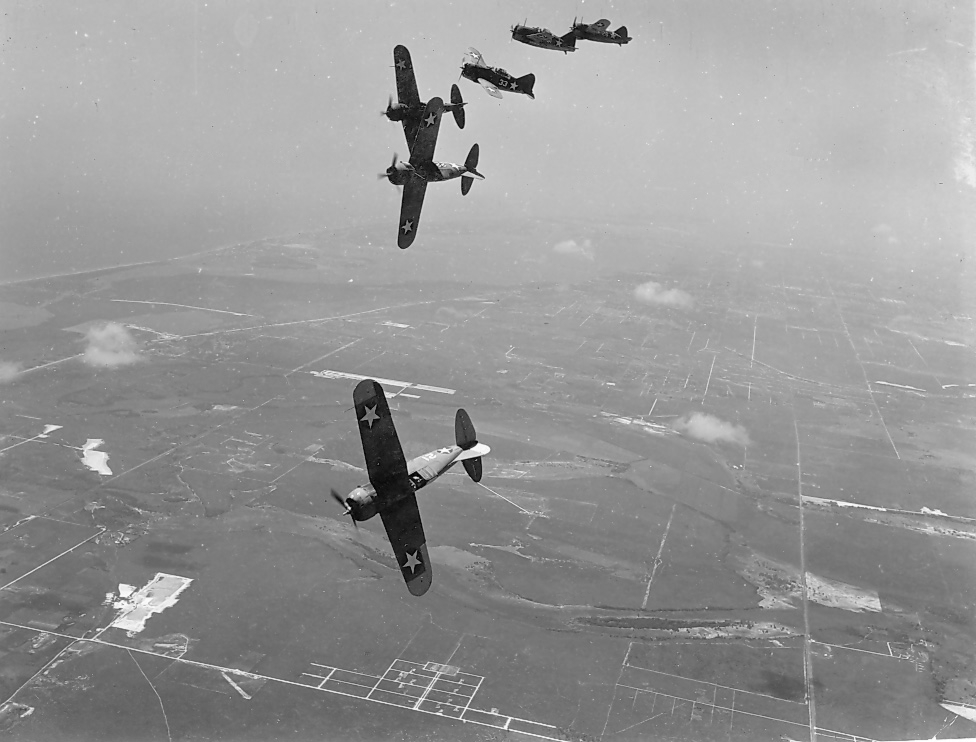
訓練飛行を行うF2A-3の編隊 （1942年の撮影）
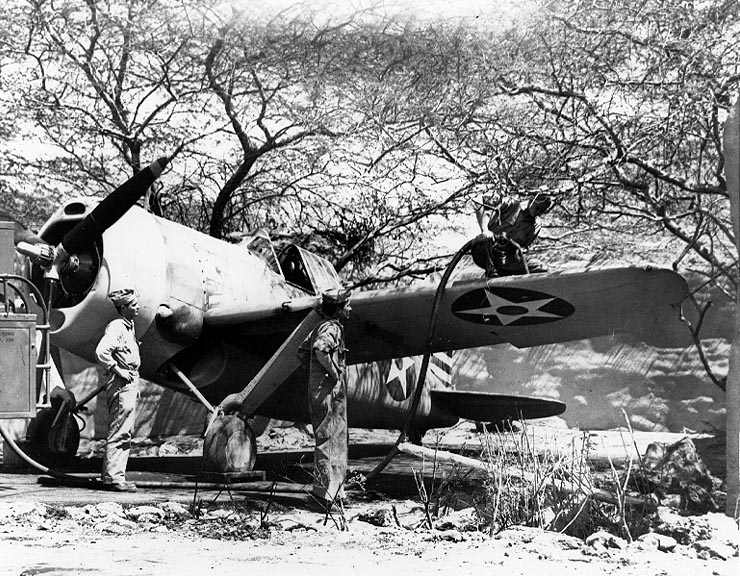
樹木により偽装の施された駐機場で燃料補給作業を行っているF2A-3 オアフ島のエワ・ビーチ（英語版）の海兵隊航空基地(Ewa MCAS)にて （1940年の撮影）
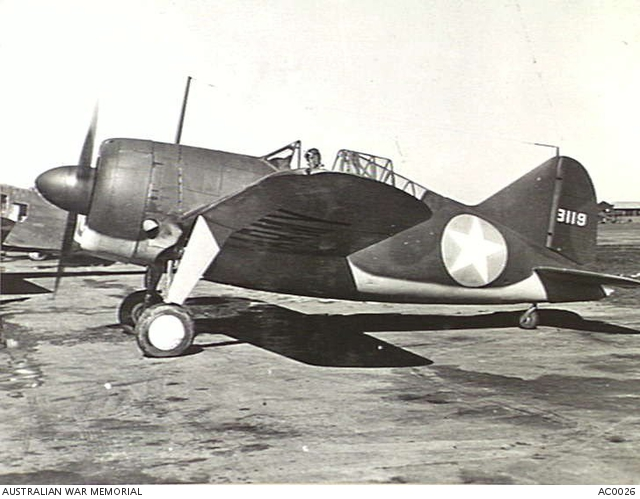
アメリカ陸軍航空隊(USAAF)の装備したB-339 （1942年の撮影）

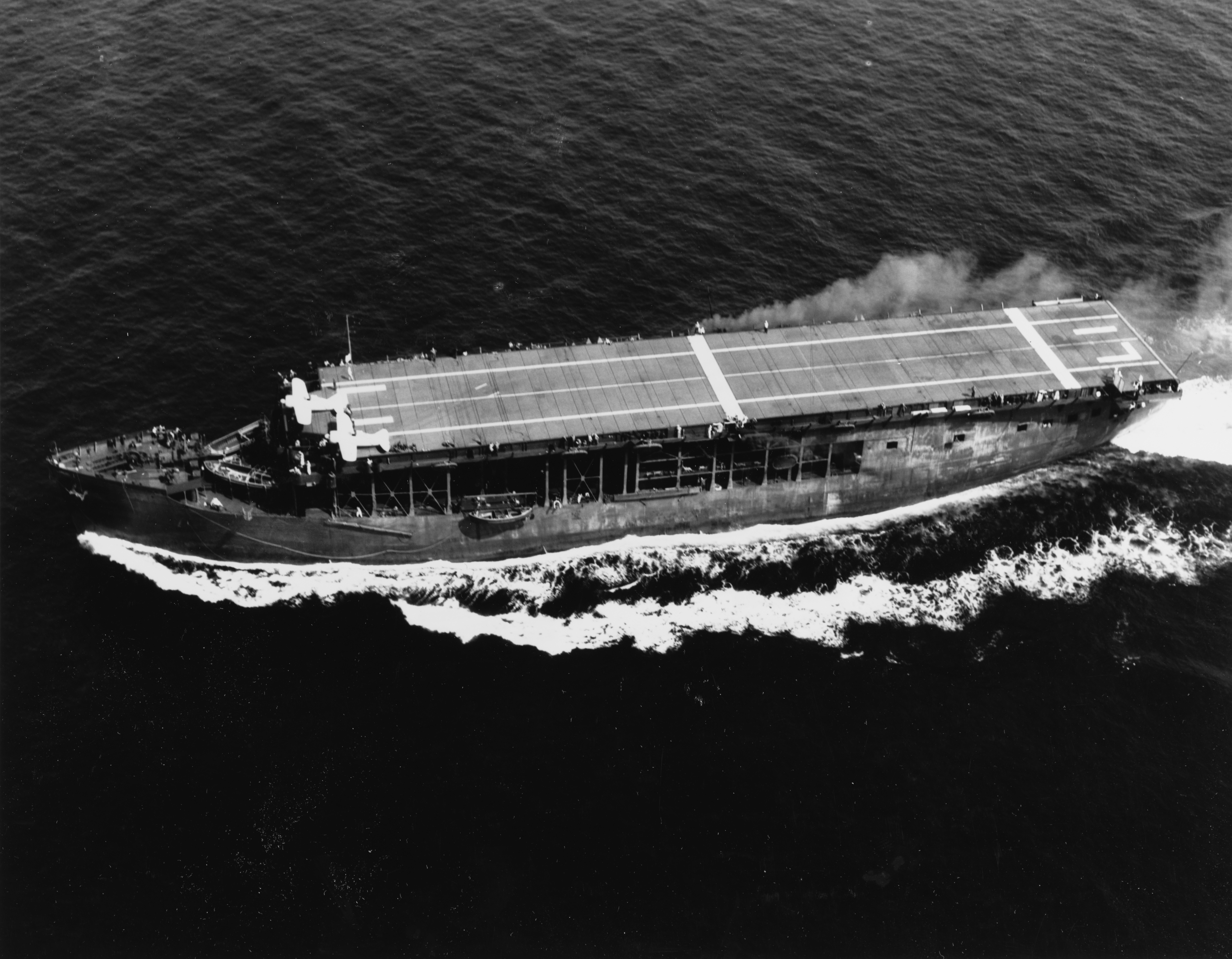
就役間もない頃の護衛空母ロング・アイランド(AVG-1) 飛行甲板前端に2機のF2Aが駐機している （1941年7月8日の撮影）
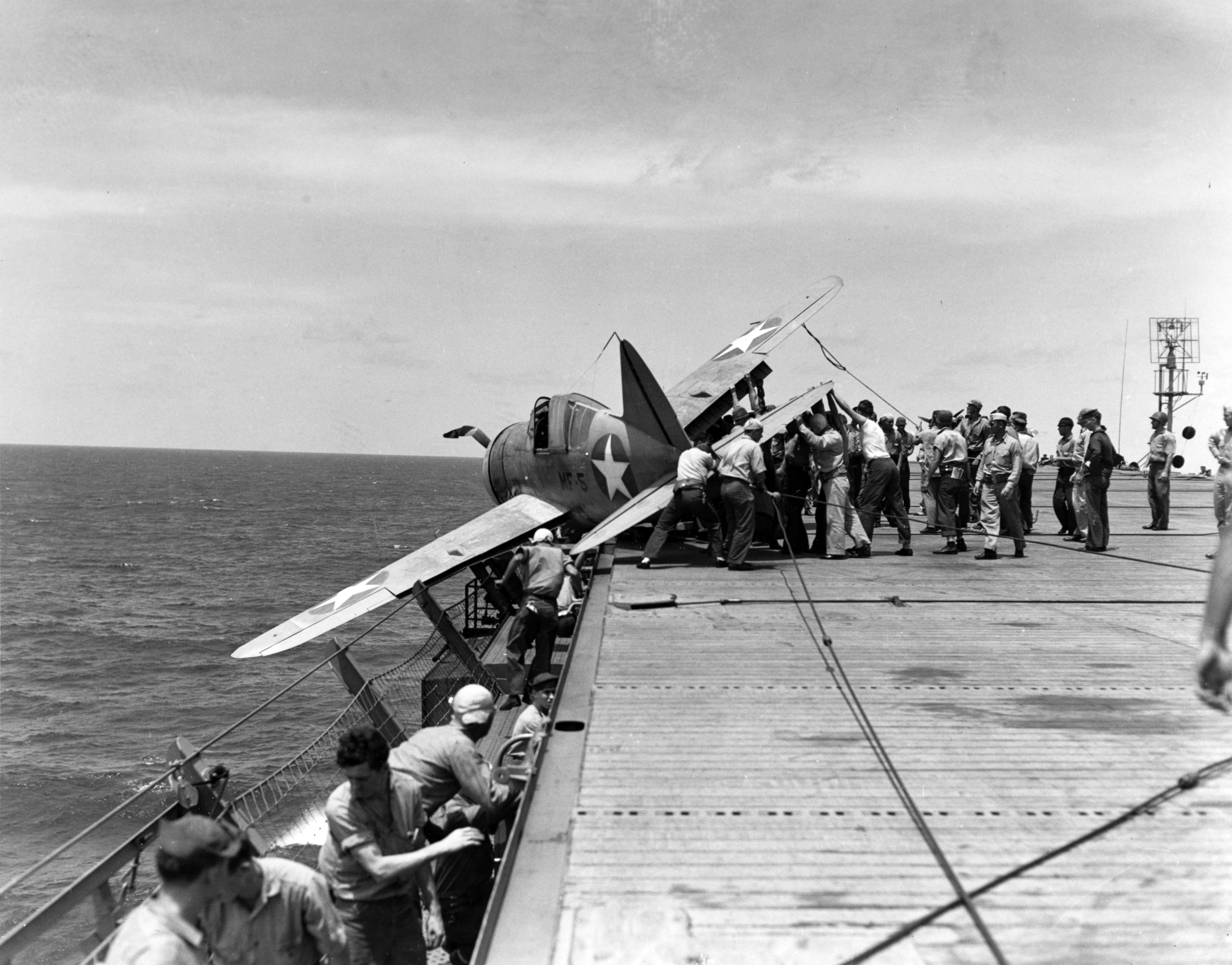
1942年7月、ロング・アイランドで着艦に失敗して損傷したF2A-3

### アメリカ以外での運用
アメリカの他、イギリス、ベルギー、オランダはF2Aの陸上型を“B-339”および“B-439”の名称で多数購入している。
なお、アメリカ軍向け生産機とイギリス他向けの機体は、照準器が異なる（アメリカ軍向けは単眼望遠鏡式、それ以外の機体は光像式もしくは輪環式）ため、風防前面の形状が異なっている。また、アメリカ軍以外で使用された機体は、艦上機としての装備を廃した陸上機型となっているため、コクピット後方の風防内にある膨張式救命筏がないことが、外観上の相違点である。

#### イギリス及び英連邦諸国における運用

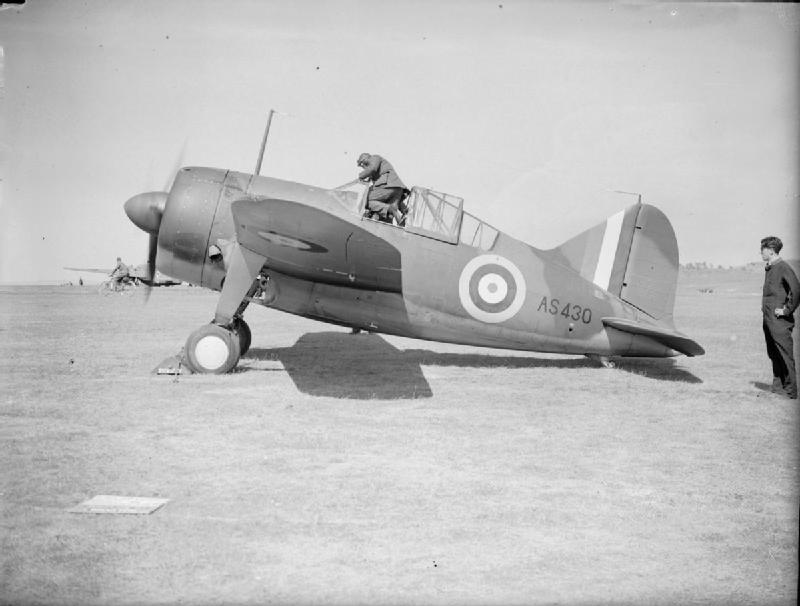
イギリス海軍航空隊のバッファロー Mk.I(B-339)

イギリスは1939年、ドイツとの戦争が不可避と判断し、急ぎ軍備を拡大するためにアメリカから軍用機を導入する計画を発足させ、当時アメリカ海軍の最新鋭艦上戦闘機であったF2Aに注目、まずベルギーが発注したがベルギーの降伏により引き渡し不能となった（後述「#ベルギーによる発注分」参照）ベルギー向けF2AであるB-339Bを引き取り、自国の戦闘機として導入した。イギリスが引き取ったベルギー向けB-339は“バッファロー Mk.I”(Buffalo Mk.I）の制式名を与えられ、海軍航空隊に廻されて地中海のイギリス領クレタ島に配備され、枢軸国軍機と戦闘を行っている。
英国空軍の評価では、F2Aは火力と防護力の不足、高高度飛行性能が低い上にエンジンの過熱やコクピットの視界と居住性の不足、整備性の悪さなどの問題が指摘され、航続性能（航続距離）も過大とされたものの、速度性能は特筆すべきものがあるとされた。
この評価に基づき、イギリスは自国の要求に合わせて仕様変更し、艦上機としての装備を撤去し防弾装甲を追加、照準器を自国製のMk.III反射式構造照準器とするなどしたF2Aを"B-339E"の名称で170機発注したが、完成したイギリス仕様型は、追加装備により重量が増加して性能がオリジナルのF2Aに比べて大きく低下した上、搭載エンジンの供給数が不足していることから中古機のエンジンが再利用された機体が多数生産される有様だった。また、イギリス軍では機首と翼内の.50 AN/M2／.30 AN/M2 7.62mm単装機銃をイギリス規格のブローニング .303 MK.II 7.7mm航空機関銃に変更（翼内機銃は7.7mm2丁に変更）して統一する改装が行われている。

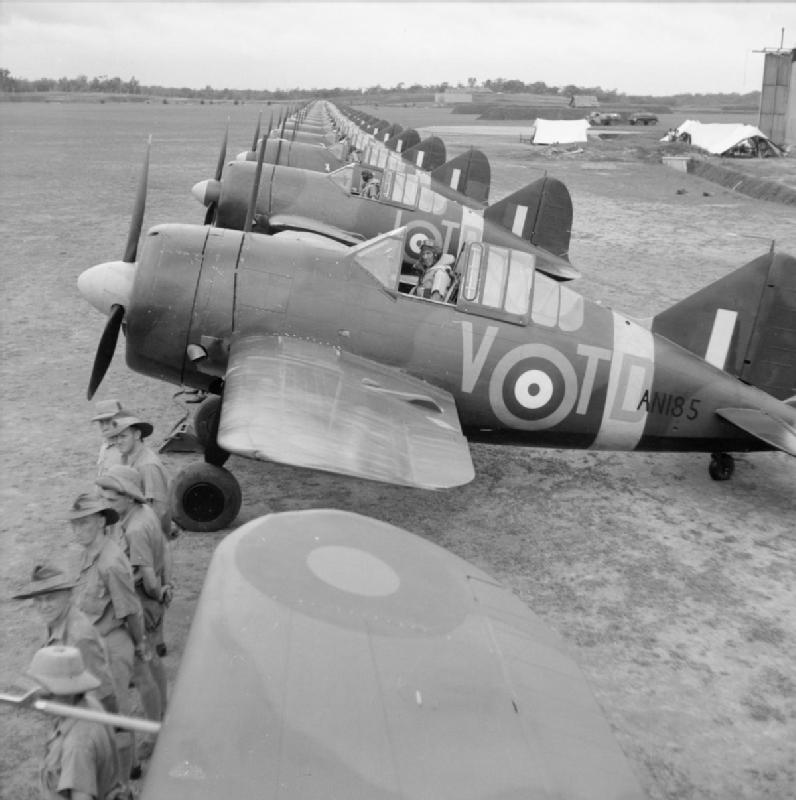
オーストラリア空軍のB-339

この性能低下とクレタ島での枢軸国軍機との戦闘結果（ドイツ空軍のメッサーシュミットBf109に対抗できないと判断された）こともあり、以後はバッファローは全て極東方面に廻され、シンガポール、イギリス領マラヤ（マレーシア）およびビルマに駐留するイギリス空軍および英連邦軍（オーストラリア／ニュージーランド空軍）の飛行隊に配備された。
マラヤ方面に配備された機体は、開戦直後は日本軍の主力が旧式の九七式戦闘機であったこともあり善戦したが、一式戦闘機「隼」が主力となった後は対抗できず、エンジン故障に悩まされたこともあり、大きな損害を出した。予備部品の供給が追いつかなかったため、前線部隊では稼動機を維持するため、損傷機を始め状態の悪い機から部品を流用する“共食い整備”が横行し、シンガポール陥落後には多数の機体がエンジンを取り外された“首なし”の状態で発見されている。マラヤ方面に配属されたバッファローのうち、60機以上が空戦で撃墜され、40機が地上で撃破、そして事故で20機を喪失した。マラヤ戦線がイギリスの敗北で終了した後にインド他に撤収できたバッファローは約20機であった。
ビルマに配備された機体はフライングタイガースと共にビルマ防空戦を戦ったが、イギリス軍パイロットの報告では「バッファローはすべての面でP-40に劣っている」と評価されている。日本軍のビルマ侵攻時に30機あった稼動機は、1942年3月に部隊がインドに撤退した時点では6機にまで減少していた。
これらマラヤやビルマ、オランダ領東インド（インドネシア）などに配備された英軍の機体は、機体の性能低下に加えて搭乗員の訓練不足や運用体制の構築が不十分であったことに起因する整備・支援体制の不足、更には司令部が日本軍機の性能を実際よりも低く見ていたことによる稚拙な作戦指揮から、マレー作戦の開始後に陸軍の隼や海軍の零戦などと戦闘を行い、そのほとんどが撃墜、あるいは地上撃破されることとなった。機体の性能差に加え、極東戦線ではレーダー探知と連動した航空管制の導入が進められていたが、充分な実働体制を構築する以前に開戦となり、連携の取れた組織的な部隊運用ができなかったことも、日本軍機に一方的な敗北を喫した要因と見られている。現地では翼内機銃や弾薬、翼内タンクの燃料を減らすなどして軽量化し速度と運動性を向上させる努力が払われたが、ほとんど効果はなかったという。
オーストラリア／ニュージーランド空軍では、開戦初頭に英連邦軍としてシンガポールとマラヤに派遣された部隊が使用した他、オランダ東インド部隊降伏後にはマラヤ方面から米軍基地に避退した機体、およびオランダが発注したが引き渡し不能となった機体をアメリカより供与され、主に戦線後方で防空と哨戒、偵察と訓練に用いられた。1943年11月まで現役で用いられたこれらの機体は、アメリカから新型機が供与されると1944年には装備から外され、アメリカ陸軍航空隊に移管する形で返納されている。両空軍ではバッファローに搭乗した中から4人のエース・パイロットが誕生した。

#### オランダによる運用

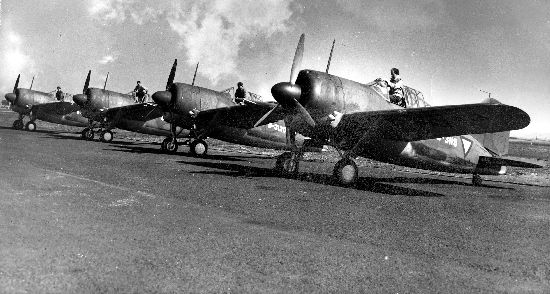
オランダ空軍のB-339

オランダは1940年にF2A-2を“B-339C”および“B-339D”の名称で発注した。発注された144機のうち、71機が1941年4月から10月にかけてオランダ領東インドの航空基地に到着した。1941年2月にはF2A-3相当の機体である“B-439（B-339-23）”も発注されたが開戦には間に合わず、更に開戦によりオランダ東インド軍への引き渡しが不可能になったため、第一期発注分のうち最後の機体であるB-339 72番機と共に、飛行試験後にオーストラリア軍に引き渡されて使用された。引き渡される途中のフェリー中の機体は、英軍に臨時編入されてシンガポールで日本軍との戦闘に投入されている。
オランダ向けのB-339は、やはりアメリカにおいて搭載エンジンの需要が逼迫していたことからオリジナルよりも性能の劣るエンジンを搭載せざるを得ず、運動性の確保のために翼内機銃を降ろし、更に機首機銃を7.62mm機銃2基に変更して運用されていたため、日本軍機との戦闘に際して火力不足に悩むことになった。開戦時にオランダ東インド軍航空隊において稼働状態にあった63機のうち、24機が空中戦で失われ、16機が地上で破壊された。
オランダ東インド軍の降伏後、一部の機体とパイロットは日本軍に降伏せず、オセアニア方面に避退し、英連邦軍に合流した。これらの機体とパイロットは英連邦軍の所属部隊として再編成されて英軍の指揮下で戦闘を継続した他、機体の一部はオーストラリア／ニュージランド空軍に使用されている（前述「#イギリス及び英連邦諸国における運用」参照）。
オランダ領東インドに配備されたオランダ東インド軍の機体は、イギリス軍と同じく司令部が日本軍機の性能を実際より低く見ていたことや、レーダー探知と連動した航空管制の欠如から連携の取れた組織的な部隊運用ができず、日本軍機を相手に大きな損害を出した。イギリス軍機同様、現地では翼内機銃や弾薬、翼内タンクの燃料を減らすなどして軽量化する努力が払われたが、大した効果がなく、武装を減らしたために攻撃力が低下し、総合的な戦闘能力が低下しただけであった。オランダではB-339を急降下爆撃機としても使用したが、東インド軍部隊が全体として劣勢であったこともあり、目立った成果は挙げていない。

### ベルギーによる発注分
ベルギーはF2A-2から艦上機としての装備を撤去した陸上型をB-339Bとして1939年12月11日に40機発注した。1940年5月10日には初号機が完成し、アメリカから出荷されたが、同年5月28日、フランスのボルドーに陸揚げされた時点でベルギーが降伏していたため引き渡し不能となり、フランス降伏後にドイツに接収された。第2次出荷の6機はフランス空母ベアルンに便乗する形でフランスがアメリカから購入した各種航空機と共にアメリカからカナダ経由で輸送されたが、フランスの降伏によってベアルンがフランス本土に帰還不能となってしまったため、ベアルンが輸送していた他の航空機と共に同年6月27日にフランス領マルティニーク島に陸揚げされたが、その後どこにも引き取られないまま放置され、後に処分された。残りの発注分、33機は亡命ベルギー政府が契約を停止したが、既に生産されていたため、イギリスに引き取られてイギリス軍機として配備された。
なお、1945年5月には、ドイツのダルムシュタット北方の飛行場でベルギー向け仕様のB-339（機体番号56、アメリカでの一時登録機体番号はNX56B）の胴体部分のみが発見されており、これはドイツ軍が接収した機体をドイツ本土でテストした後に放置していたものと見られている。

### フィンランドでの運用

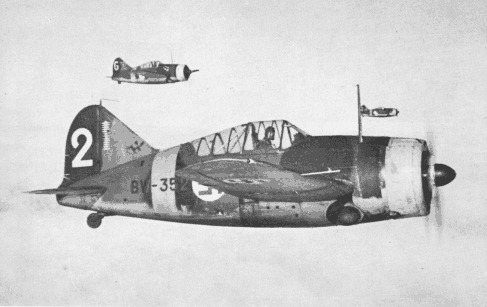
フィンランド空軍で使用されたB-239
手前側中央の機体はBW-352号機

F2Aの運用歴として特筆すべきはフィンランド空軍においてのもので、アメリカよりフィンランドに44機が提供されている。この時点ではまだアメリカは第二次世界大戦に参戦しておらず、フィンランドがソ連との戦争（冬戦争）中のため、交戦国に軍事物資の輸出を禁止する法律（中立法）により、武装、照準機、計器といったアメリカ海軍制式装備が撤去され、エンジンをスペックダウンしたタイプが提供された。機体は建前上あくまで“機材”として「Amerikan rauta（アメリカン・ラウタ：「アメリカ製（鉄鋼）材料」もしくは「アメリカ製（鉄鋼）製品」）の意」の名称で受領され、分解された状態で1940年1月と2月にアメリカから出荷されて一旦ノルウェーに陸揚げされたあと、スウェーデンに陸送されてSAAB社によってフィンランドが独自に準備した各種装備を改めて搭載して組み立てられ、完成後フィンランドへ自力飛行してフィンランド空軍に引き渡された。
太平洋方面では、日本軍機との性能差により活躍の機会には恵まれなかった当機ではあったが、フィアットG.50やモラーヌ・ソルニエMS406、カーチス・ホーク75、ホーカー ハリケーンⅠ、果ては鹵獲したポリカルポフI-16、I-153等雑多な戦闘機で構成されていたフィンランド空軍にあって、それらの性能を凌駕する本機B-239は「ブルーステル（Brewster：ブルースターのフィンランド語発音）」の愛称で呼ばれ、BW-351から394の登録番号を与えられた。なお現在、携帯電話機で有名なノキア社はBW-355機の購入に際し十分な資金を拠出し、機体には「NOKA」の銘が記入された。
冬戦争でフォッカー D.XXIを装備し大きな戦果を挙げた第24戦闘機隊に配属されたB-239は継続戦争序盤から奮戦、21機の喪失(事故を含む)に対しソ連軍機を456機撃墜するという、約21対1の圧倒的なキルレシオにより、35人ものエースパイロットを生み出し、「タイバーン・ヘルミ（Taivaan helmi：「空の真珠」の意）」と賞賛された。この他にフィンランドで当機に付けられた愛称としては「Lentävä kaljatynnyri（空飛ぶビールケグの意）」「Pylly-Valtteri（“ヴァルッテリの尻”の意で、ヴァルッテリとは当機が導入された際のフィンランドの国防大臣の名）」などがある。
フィンランド軍がいかにB-239を大切にしていたかのエピソードとして、1942年6月下旬、越境出撃したランペルト中尉のBW-365は空戦の結果、大きくソ連側制圧領域へ入った地点で不時着、これを知った陸軍はただちに出撃、遠路を踏破して不時着した機体を回収し引き揚げた、というものがある。無事フィンランド領域内に辿り着いた後に修理されたBW-365は「ついてないカタヤイネン」ことニルス・カタヤイネン少尉によって試験飛行を行ったが、離陸直後激しい振動が発生、急遽着陸した際に転覆したが少尉に怪我はなかった。
なお、B-239のトップエースは総撃墜機数75機（フィンランド空軍第2位）のうち39機を撃墜したハンス・ウィンド大尉である。また、最高の撃墜記録を誇るB-239はBW-393号機で、41機のソ連機を撃墜したが、1944年7月2日、格納庫に入っているところを爆撃に遭い、ウィンド大尉の戦果を撃墜マークとして描いた垂直尾翼を残し焼失した。
本機の性能に惚れ込んだ空軍当局は、タンペレ国営航空機工場で主翼を木製化したコピー生産版である「VL フム」を開発した。フムはエンジンには鹵獲したソ連製 M63 9気筒空冷星型エンジン（1,100 馬力）を搭載していた。M63は純正ライトサイクロンエンジンが損傷、枯渇したためBW-365、374、379、392号機に装着した実績があったためである。初飛行は1944年8月8日で、当初90機発注されたが、木造化したことによる重量の増加で性能が大幅に低下し、後にキャンセルされた。
1943年3月にメッサーシュミットMe109Gが導入されるとさすがに第2線機扱いとされ第26戦隊へと配備替えとなったが、ソ連軍の大攻勢に対抗し、カレリア地峡で奮戦、7機の損害で17機を撃墜した。本機の最後の戦闘はラップランド戦争でかつての友軍のドイツ軍と交戦、Ju 87を撃墜するも、またドイツ軍対空砲火により撃墜される悲哀を味わうこととなる。敗れはしたものの、フィンランドの占領を妨げたバッファローは1948年9月まで現役で使用され、正式に退役したのは1953年のことであった。
なお「日本軍機と交戦した米英蘭の機体は、航空母艦上での運用のための様々な装備が付いており、鈍重なため惨敗したが、こちらの供与機体はそれらの装備が省かれているため軽く、このような良好な性能を発揮出来た」という説があるが、アメリカ以外に発注されて運用された機体には艦上用の装備は省かれており、また、フィンランド空軍型は低馬力エンジンを搭載していたことを考えると、疑問が残る説である。

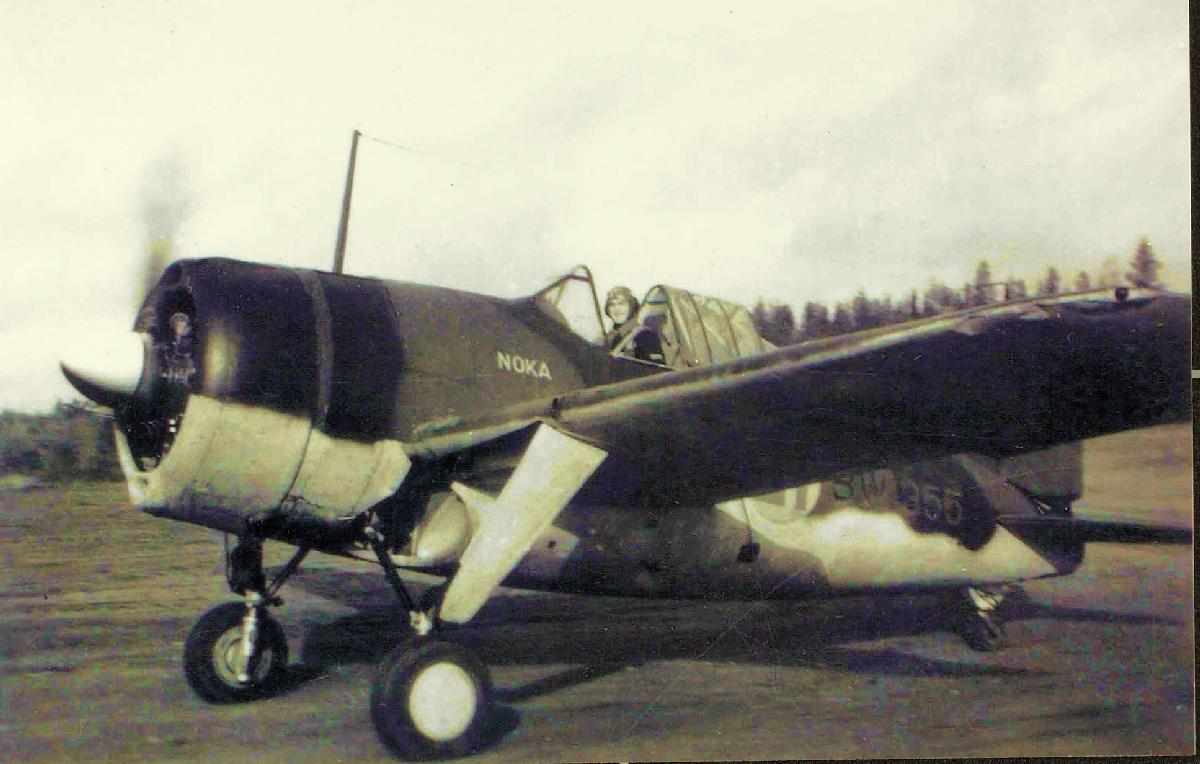
B-239 BW-355号機 “NOKA”号
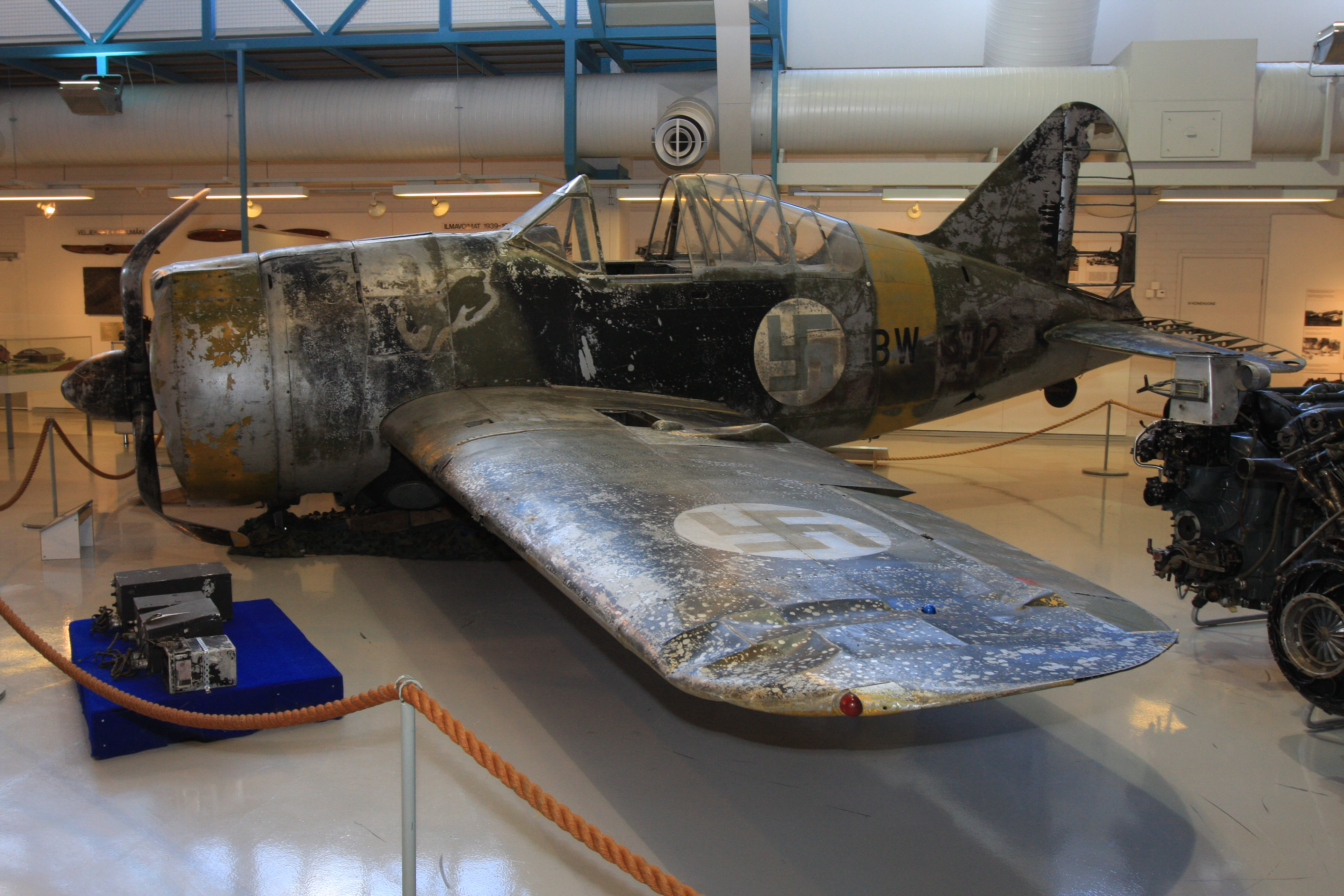
フィンランドの中央航空博物館（フィンランド語版）に展示されている、B-239 BW-372号機 カレリア地方の湖に不時着水した機体を1998年に引き揚げたものである。 （後述「#現存機」の項目参照）
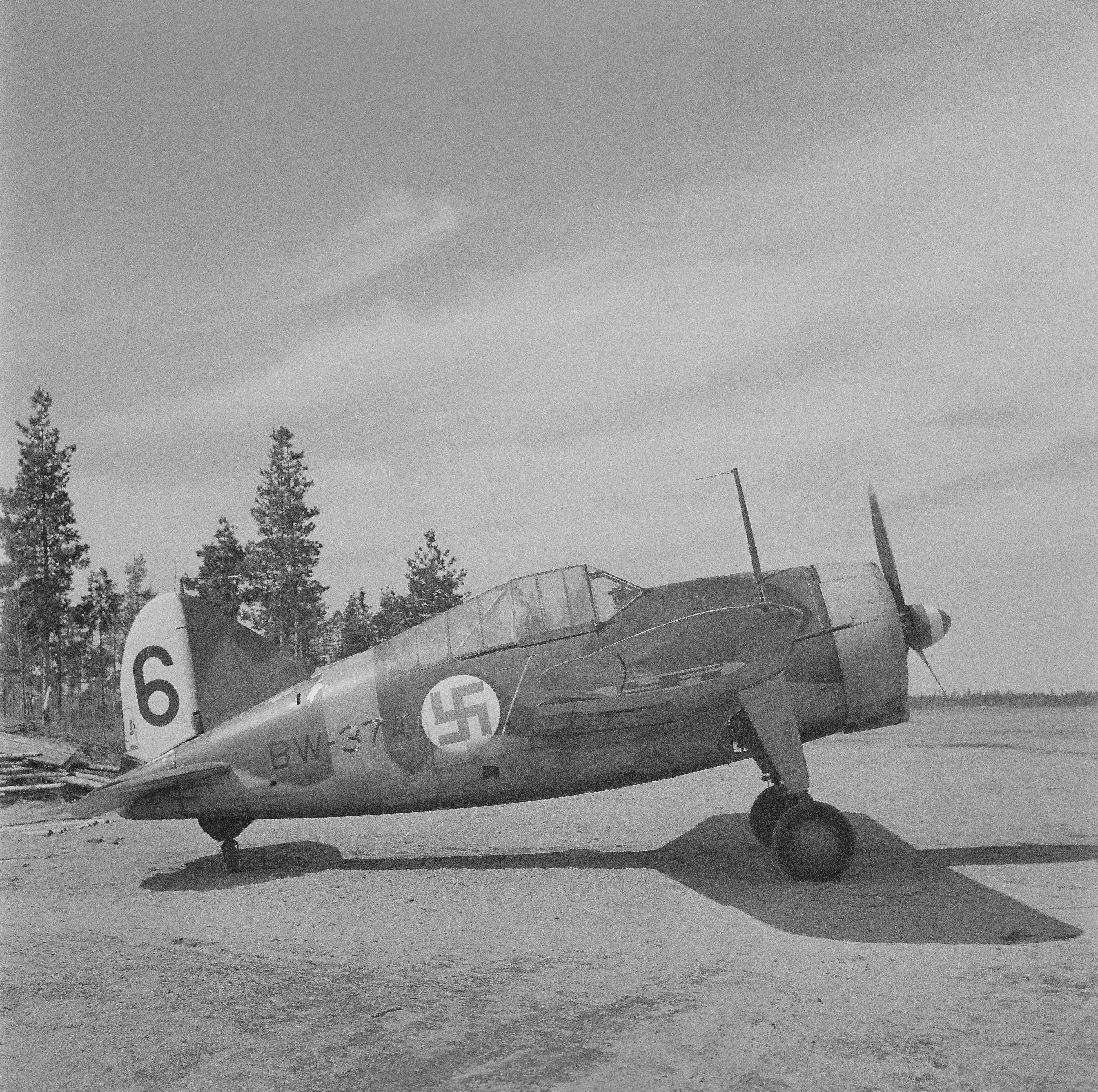
B-239 BW-374号機 （1944年5月8日の撮影）
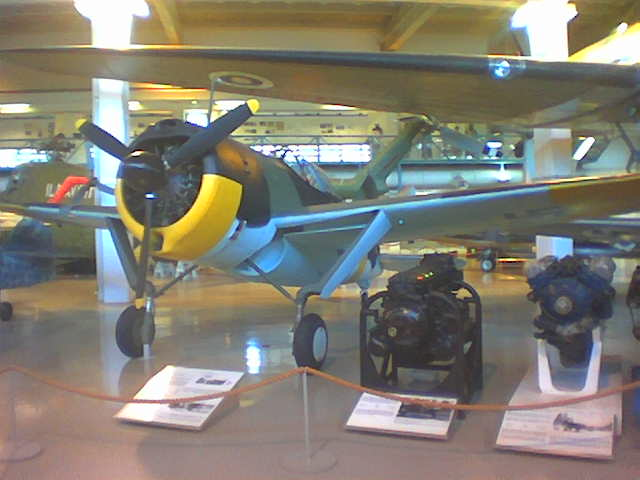
フィンランドの中央航空博物館に展示されているVL フムの試作機 （2005年7月5日の撮影）

### 日本での鹵獲運用

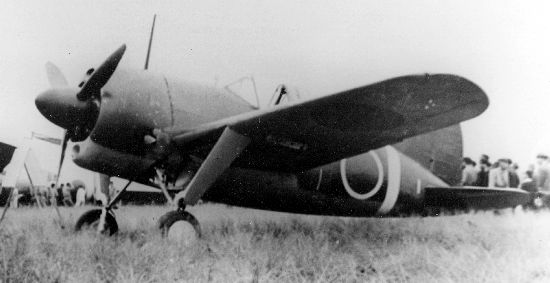
日本軍に鹵獲され「日章」のラウンデルを描いたF2A（英B-339Eないし蘭B-339D）

マレー半島やシンガポール方面でイギリス極東空軍のB-339Eが、インドネシア方面でオランダ領東インド陸軍航空隊のB-339Dが完全な状態のままで数機鹵獲され、性能テストのために日本本土の陸軍飛行実験部に送られ、明野陸軍飛行学校に配属されている。
これらの機体は1942年7月4日から5日間にわたりP-40E ウォーホーク、B-17D フライングフォートレス、ハリケーン等とともに羽田飛行場で戦意高揚のため一般展覧が行われた。また、国策映画『加藤隼戦闘隊』及び『愛機南へ飛ぶ』に敵機役として出演している。
1943年、宇都宮陸軍飛行学校校長に就任した加藤敏雄大佐は、員数外であったB-339を自ら操縦し、事実上自家用機として使用していた。加藤が少将に昇格し、1945年4月の常陸教導飛行師団長に任命された際には、任地の群馬県新田飛行場へ自らB-339を操縦して向かい、着任式に臨んだ。同機は最終的に7月の宇都宮空襲で破壊されたが、機体形状から米軍は雷電と誤認して記録している。

## 現存する機体
F2Aの生産数は決して少ないものではないが、戦闘で失われた機体も多く、戦後に民間に払い下げられた機体もないために現存する飛行可能機（動態保存機）はなく、静態保存機も完全な状態のものが存在していない。

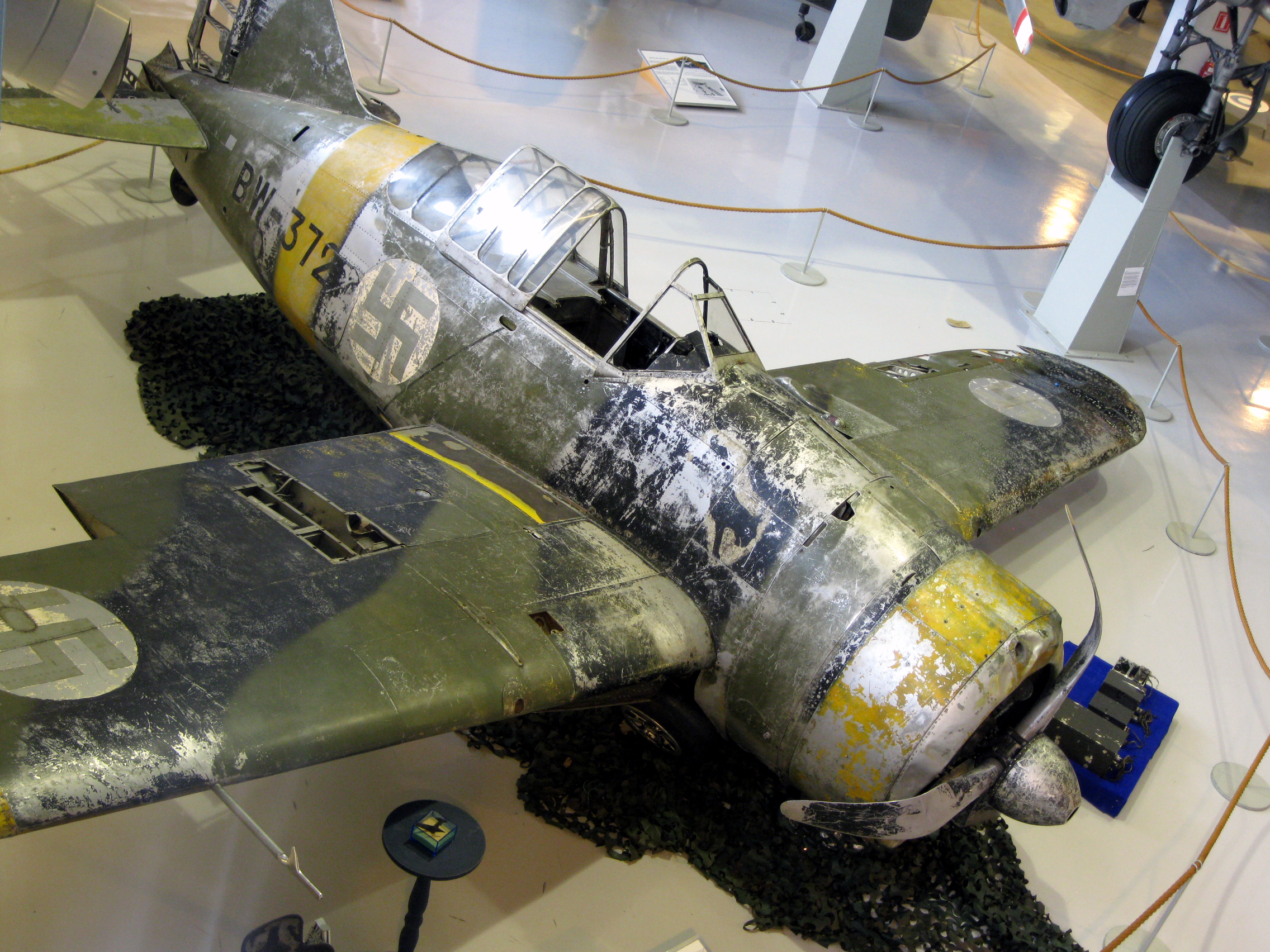
フィンランドのフィンランド空軍博物館に展示されているB-239「BW-372」（2009年6月26日撮影）

大戦当時の状態のものとしては、フィンランドのユヴァスキュラにあるフィンランド空軍博物館に展示されているB-239（機体番号：BW-372）があり、この機体は1942年6月25日、ラウリ・ペクリ（Lauri Pekuri）中尉の乗機として戦闘に参加して撃破され、カレリア地方の湖に不時着水した機体を1998年に引き揚げたもので、フロリダ州ペンサコーラの国立海軍航空博物館が買い取って2004年8月18日に輸送、修復が施されたものである。修復作業の終了後、2008年にフィンランド空軍創立90周年記念式典のため、フィンランド空軍博物館に返還され、以後も展示されている。各所が損傷しているものの、フィンランドの使用したB-239の中で完全な状態で現存するものとしては唯一のものであり、またF2A自体としても唯一のものである。他に機体番号「BW-393」の風防と尾翼の一部が残存しており、保管されている。この他に、フィンランドがB-239を国産化したVL フムの試作機も展示されている。

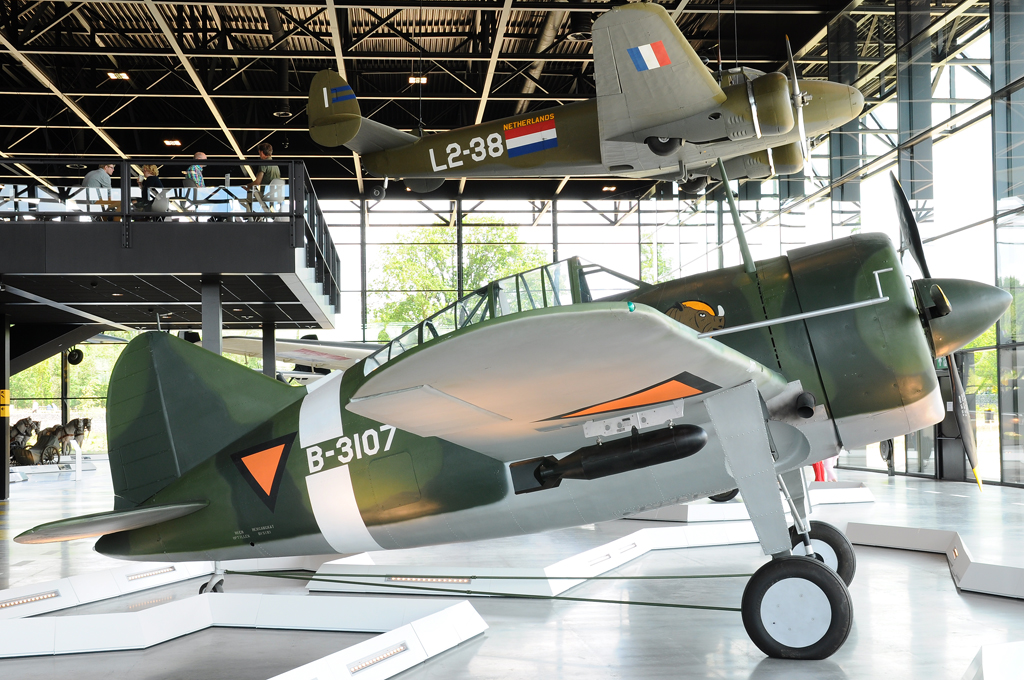
オランダの軍事航空博物館に展示されているB-339C「BL-3107」のレプリカ
（2015年6月27日撮影）

完全な状態の静態保存機は存在しないものの、フルスケールのレプリカがあり、2008年7月にはニューヨーク州ロングアイランドのクレードル航空博物館では、オランダ東インド軍でB-339を駆り日本軍機2機を撃墜した、ジェラール・ブルッヒンク（Gerard Bruggink）中尉機（機体番号：BL-3107）のマーキングを施されたB-339Cのレプリカが製作された。このレプリカはスーステルベルクにある軍事航空博物館に展示されている。この他、クレードル航空博物館には護衛空母ロングアイランドに搭載されて各種のテストを行った、第201対潜飛行隊（VS-201）所属機「201-S-13」のマーキングを施したF2A-2のレプリカがある
。
これらのレプリカは、実機の設計図に基づいて木材とアルミニウム板で製作されたフルスケールのもので、各部の寸法の他、外観を忠実に再現しているが、飛行能力はなく、また実機の部品を流用することもされていない、完全なレプリカモデルである。
2012年6月には、ミッドウェイ環礁のすぐそばの浅瀬、水面下10フィート（約3m）の地点で、ダイバーがF2Aの部分的な残骸を発見した。このF2Aは、1942年2月、悪天候のために不時着水し、機体を放棄してミッドウェイ島に泳いで自力帰還したチャールズ・W・ソマーズ・ジュニア（Charles W. Somers Jr.）中尉の乗機と見られている。なお、残骸が発見された海域はパパハナウモクアケア海洋ナショナル・モニュメントの域内であるが、当該海域を管轄する同関係者は、2013年時点で、残骸を回収するか、あるいはそのままの状態を保つかについてを決定していない。

## 登場作品

### ゲーム
『鋼鉄の咆哮 ウォーシップコマンダー』
アメリカ型の航空機として登場。初期から購入可能となっている。

## 各型
XF2A-1(B-139)
原型機。エンジンはライトR-1820-22（950馬力(710 kW）。1機製造。1939年にはF2A-2の試作型であるXF2A-2に改造された。武装は機首にブローニング AN/M2 cal.50 機関銃とブローニング cal.30 AN/M2を1基ずつ装備している。
F2A-1(B-239)
初期生産型。風洞実験の結果を基に、XF2A-1に比べて機首が再設計され、垂直安定板（垂直尾翼）が拡大されている。エンジンはライトR-1820-34（940馬力(700 kW）に変更、武装は機首のAN/M2 cal.50 機関銃／ブローニング cal.30 AN/M2各1基に加えてAN/M2 cal.50 機関銃が左右主翼に1基ずつ、計4基に強化されている。
66機が発注されたが、アメリカ海軍には11機しか納入されず、生産されたうちの大半である42機がフィンランド向けとして完成した。最終生産分の8機は生産ライン上で改修されてF2A-2として納入されている。
XF2A-2(B-339)
XF2A-1のエンジンをR-1820-40（1,100馬力(820 kW）に変更して製作された改良試作型。
F2A-2
武装を機首・主翼共にブローニング AN/M2 12.7mm 機関銃に統一し、エンジンは出力を強化したR-1820-40/42（1,200馬力(890kW）に変更した改良型。主翼下に100ポンド（約45.4kg）の爆弾を搭載できる能力が追加された。43機が生産され、F2A-1より8機が改造されて製造された。
F2A-3
-2型の防弾装備を強化し、偵察機としての任務にも適するよう燃料搭載量を増大させて航続距離を増加させた型。エンジンカウリングとキャノピーが再設計されている。重量増加のため運動性は低下した。108機生産。
XF2A-4
新型フラップとエルロンを備え、翼内機銃を片側3丁に増加させた主翼への変更、エンジンを2段過給器を備えたライト R-2600-12“ツイン・サイクロン” （1,700馬力）とし、胴体を18インチ延伸、機首機銃を廃止する等の改良を加え、コクピットに与圧装備を施した性能向上型。XF2A-2を改造し1機のみ試作。
B-239
フィンランド空軍が使用した輸出型。44機生産。
スペックはF2A-1に準ずるが、アメリカ海軍制式装備の輸出が認められなかったため、エンジンはR-1820-G5（950馬力）、照準器はドイツのRevi 光像照準器に、計器はオランダのフォッカー社製に変更された。機銃は機首にコルト MG40 7.62mm機関銃とコルト MG53 12.7mm機関銃各1基、主翼にコルトM53 12.7mm機関銃2基の計4基だったが、機首のMG40は後にMG53に変更され、更に後にはフィンランド国産のLKk/42(スウェーデン語版)12.7mm機関銃に変更された。
B-339B
ベルギーが40機発注した輸出型。受領する前にドイツに占領されたため、イギリス海軍に回された。
B-339C
オランダ領東インド陸軍航空隊が使用した輸出型。24機生産。エンジンはR-1820-G105（1,000馬力(750kw）。
B-339D
オランダ領東インド陸軍航空隊が使用した輸出型。48機生産。エンジンはR-1820-40に変更。
B-339E（Buffalo Mk.I）
イギリス空軍が使用した輸出型。F2A-2と同等の機体。170機生産。エンジンはR-1820-G-105。武装はブローニング .303 MK.II 7.7mm航空機関銃に変更されている。
B-439（B-339-23）
オランダがオランダ領東インド陸軍航空隊向けに発注した輸出型。F2A-3と同等の機体で、エンジンはR-1820-G205A（1,200馬力(890kw）に変更されている。20機が生産されたがオランダ領東インド陸軍航空隊では使用されなかった。

F2A-1 三面図
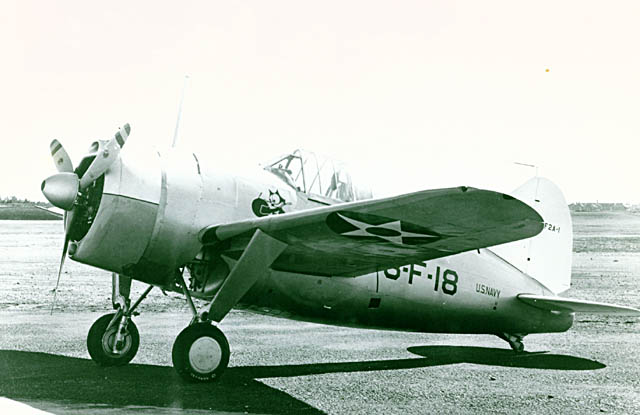
F2A-1 海軍第3戦闘飛行隊(VF-3)の所属機 1940年の撮影
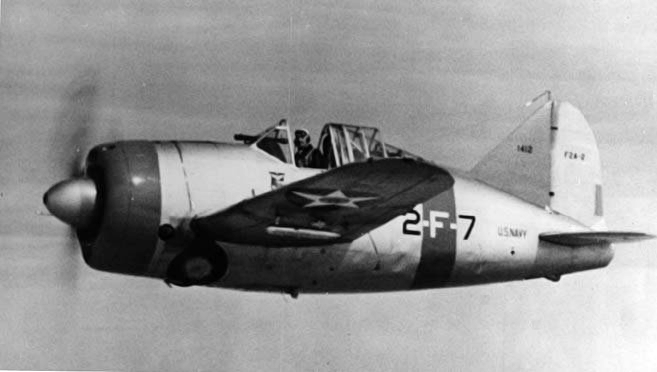
F2A-2 海軍第2戦闘飛行隊(VF-2)の所属機（Bu.No.1412）[注釈 18]
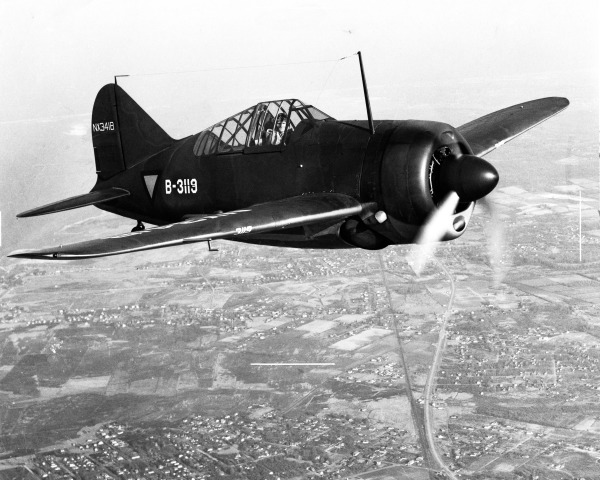
B-339D
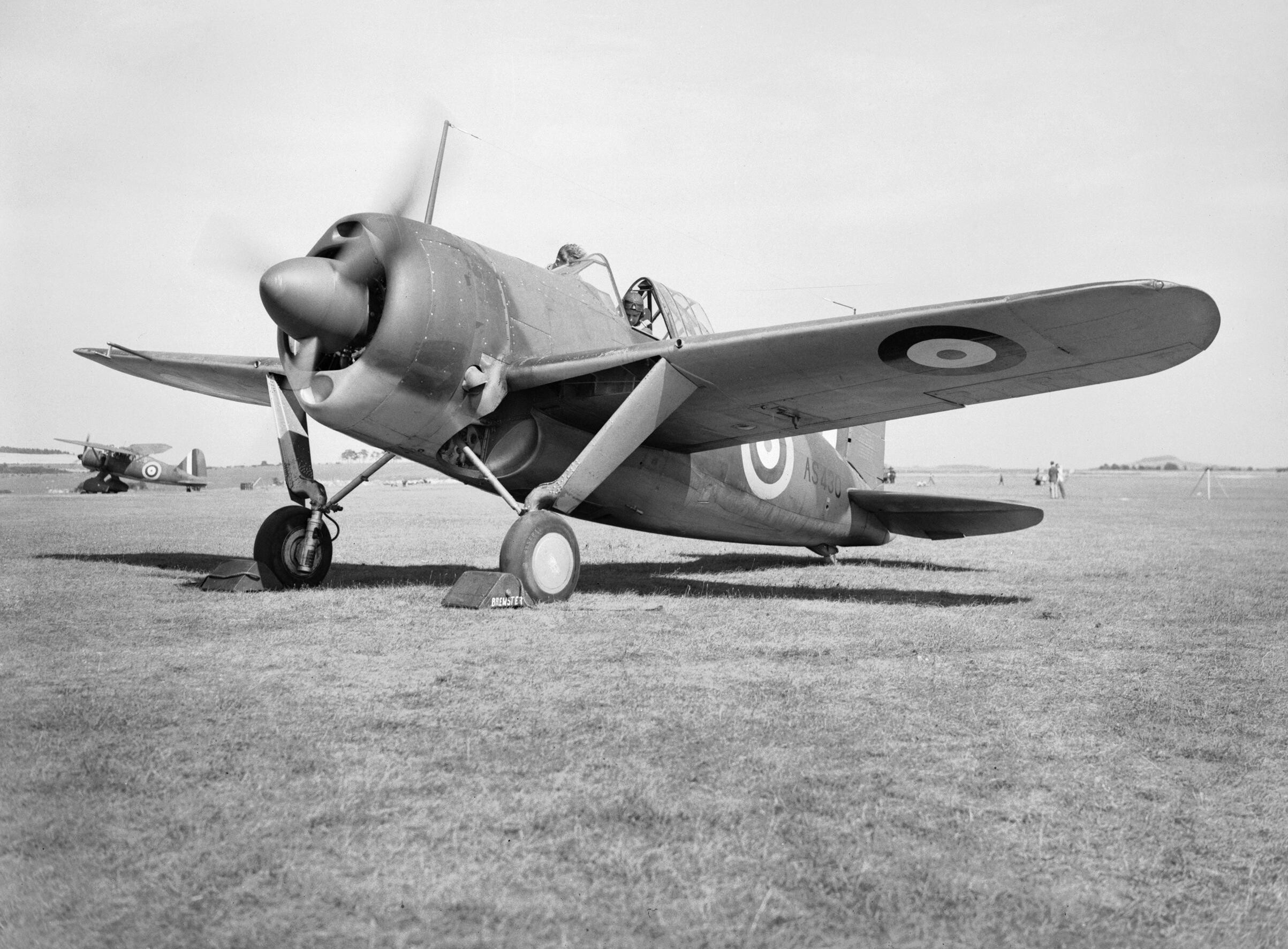
Buffalo Mk.I(B-339E)

## スペック

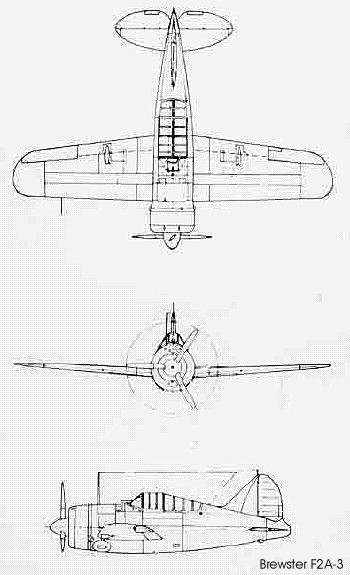
F2A-3の三面図

- 全長
  - 7.92 m ※F2A-1
  - 7.80 m ※F2A-2
  - 8.03 m ※F2A-3
- 全高
  - 3.56 m ※F2A-1
  - 3.68 m ※F2A-2／-3
- 全幅（翼長）：10.67 m
- 翼面積：19.4 m2
- 空虚重量
  - 1,716.84 kg(3,785 ポンド) ※F2A-1
  - 2,075.40 kg(4,576 ポンド) ※F2A-2
  - 2,146.40 kg(4,732 ポンド) ※F2A-3
- 最大離陸重量
  - 2,290.90 kg(5,055 ポンド) ※F2A-1
  - 2,695.20 kg(5,942 ポンド) ※F2A-2
  - 2,867.16 kg(6,321 ポンド) ※F2A-3
- 燃料搭載量
  - 160 ガロン（605.67 リットル）※F2A-1/F2A-2
  - 242 ガロン（917.07 リットル）※F2A-3
- エンジン
  - ライト XR-1820-22“サイクロン” 9気筒空冷星型エンジン 出力 950馬力(708.4 kW) ※XF2A-1(B-139)
  - ライト R-1820-34 9気筒空冷星型エンジン 出力 940馬力(700.9 kW) ※F2A-1
  - ライト R-1820-40/42 9気筒空冷星型エンジン 出力 1,200馬力(894.8 kW) ※F2A-2/-3
- 最高速度
  - 484.41 km/時（高度 17,000 ft(5,182.60 m）／436.13 km/時（海面高度）※F2A-2/-3
  - 519.82 km/時（高度 16,500 ft(5,029.20 m）／458.66 km/時（海面高度）※F2A-2
  - 516.60 km/時（高度 16,500 ft／457.05 km/時（海面高度）※F2A-3
- 最大効率巡航速度：259 km/時
- 離陸速度：150 km/時
- 離陸必要距離：最小／最大 70/155 m
- 航続距離
  - 2,486.44 km ※F2A-1
  - 2,687.60 km ※F2A-2
  - 2,703.70 km ※F2A-3
- 行動半径
  - 1,762.23 km ※F2A-1
  - 1,633.48 km ※F2A-2
  - 1,553.02 km ※F2A-3
- 到達高度
  - 33,200 ft (10,100 m) ※最高
  - 30,500 ft (9,296.4 m) ※実用最大
- 上昇力
  - 3,060 ft/分 (15.55 m/秒）※F2A-3
  - 2,500 ft/分 (12.7 m/秒）※F2A-3
  - 2,290 ft/分 (11.64 m/秒）※F2A-3
- 武装
  - ブローニング AN/M2 12.7mm機関銃×1（機首）+2（翼内）／ブローニング AN/M2 7.62mm機関銃×1（機首） ※F2A-1
  - ブローニング AN/M2 12.7mm機関銃×2（機首）+2（翼内） ※F2A-2/-3
  - ブローニング .303 MK.II 7.7mm航空機関銃×2（機首）+4（翼内） ※Buffalo Mk.I(B-339E)
  - 爆弾搭載量：最大 90.8kg(45.4 kg×2) ※F2A-2/-3